# Пепељуга (филм из 2021)
Пепељуга (енгл. Cinderella) је љубавни мјузикл филм из 2021. године, темељен на истоименој бајци Шарла Пероа. Списатељице и редитељке Кеј Канон, певачица Камила Кабељо игра насловног лика у свом глумачком дебију, док су у споредним улогама Идина Мензел, Мини Драјвер, Николас Галацин, Били Портер и Пирс Броснан. Представља џубокс-мјузикл, који садржи поп и рок хитове, поред неколико оригиналних песама.
Разој филма почео је у априлу 2019. године, када је Columbia Pictures најавио мјузикл филм Пепељуга, са Каноном као списатељицом и редитељком. Филм је продуцирао Џејмс Корден, преко Fulwell 73-ја са Леом Перлманом, Џонатаном Кадином и Шенон Макинтош. Снимање је почело у фебруару 2020. у Pinewood Studios-у, а прекинуто је у марту због пандемије ковида 19. Продукција је настављена у августу 2020. и завршена је у септембру 2020. године
Филм је издат 3. септембра 2021. године у одабраним биоскопима и дигитално преко Amazon Prime Video-а. Филм је добио помешане критике критичара.

## Радња
Пепељуга је амбициозна млада жена која жели да једног дана у свом патријархалном друштву оснује своју радњу „Елине хаљине”. Она запада за око принцу Роберту током церемоније промене страже. Следећег дана, принц, одевен као обичан човек, одлази на пијацу, где затиче Елу која покушава да прода своју хаљину, и купује је од ње. Касније је позива на бал који се одржава две недеље касније, уз обећање да ће је представити разним људима из света којима ће продати своје хаљине.
Кад дође тај дан, Ела се спрема када њена маћеха, Вивијан, проспе мастило на њену хаљину и каже јој да само њене сестре, Малволија и Нариса, могу присуствовати као подобни кандидати, попут Томаса, трговца поврћем који је већ потврдио своју жељу за Елином руком. Ела је тужна, али њена Феноменална Вила се магично појављује и облачи је у Елин дизајн, са стакленим ципелама, и претвара мишеве у лакаје, а сандук у кочију. Ела одлази на бал и упознаје краљицу у посети, која јој нуди да је поведе по целом свету као кројачицу и тражи да се нађу следећег дана на пијаци. Касније, принц проналази Елу, показује своју сестру у хаљини коју је претходно купио од Еле, и запроси је. Ела га одбија јер жели да започне своју каријеру. У поноћ, напушта бал након што је бацила ципелу на једног од краљевих пратиоца, који покушава да је ухвати.
Следећег дана, Вивијан, знајући истину да је њена пасторка мистериозна принцеза, покушава да убеди Елу да се уда за принца. Кад Ела одбије, Вивијан је даје Томасу. Принчева мајка, краљица Беатрис, помаже његовом оцу, краљу Роуану, да схвати да ће бити исправно допустити принцу да се ожени обичним становником. Принц наставља да тражи Елу и затекне је како бежи у шуми након што је побегла од Томаса. Они признају своју љубав једно другоме док се Ела и њен принц љубе и стижу на пијацу на време да покаже свом добротвору своје дизајне, који их прихвата и тражи од Еле да путује са њом.
Принц упознаје Елу са краљем и краљицом и обавештава их о њиховој одлуци да путују по свету. Принц зна да ће ово уништити план његовог будућег доласка на престо, али краљица се смешка док краљ поносно изјављује да ће њихова ћерка, принцеза Гвен (која је више пута показивала интересовање и способност за државне послове), сада бити прва у реду до престола. Грађани краљевства окупљају се како би присуствовали церемонији објављивања принцезиног положаја и да су принц и Ела заљубљени.

## Улоге
| Глумац          | Улога                    |
| --------------- | ------------------------ |
| Камила Кабељо   | Пепељуга                 |
| Идина Мензел    | Вивијан                  |
| Мини Драјвер    | краљица Беатрис          |
| Николас Галицин | престолонаследник Роберт |
| Били Портер     | Феноменална Вила         |
| Пирс Броснан    | краљ Роуан               |
| Меди Бајло      | Малволија                |
| Шарлот Спенсер  | Нариса                   |
| Роб Бекет       | Томас Сесил              |
| Талула Грајв    | принцеза Гвен            |
|                 | извештавалац             |